# Zygia oriunda
Zygia oriunda là một loài rau đậu thuộc họ Fabaceae.
Loài này chỉ có ở Peru.